# Odontoblaste
Un odontoblaste est un type de cellule mésenchymateuse propre aux dents que l'on retrouve à la périphérie de la pulpe dentaire. Les odontoblastes sont responsables de la dentinogénèse, c'est-à-dire de la formation de la dentine.
Les odontoblastes sont situés à la périphérie de la pulpe, juste à la limite avec la dentine. Ce sont les cellules charnières du complexe dentino-pulpaire. Chaque odontoblaste est muni d'un prolongement odontoblastique, à l'intérieur d'un canalicule dentinaire. Ce sont probablement ces prolongements qui sont responsables de la sensibilité de la dentine aux variations de température et d'humidité.
Les odontoblastes sont capables de minéraliser leur environnement, mais pas de se diviser.

## Formation
Les odontoblastes se forment pendant le développement embryologique à partir de la papille dentaire (tissu ectomésenchymateux qui dérive des crêtes neurales du mésencéphale et du rhombencéphale). À la suite d'une dernière mitose, les cellules situées à la périphérie de la papille dentaire vont se diviser en une partie plutôt interne et une partie plutôt externe (à proximité de la lame basale). Les cellules plus internes vont former les cellules de Hohl, tandis que les plus externes vont capter des facteurs de croissance émis par les pré-améloblastes de l'autre côté de la lame basale. Sous l'effet de ces signaux, elles vont se différencier progressivement en pré-odontoblastes puis en odontoblastes, subissant les modifications morphologiques et fonctionnelles nécessaires à leur fonction biologique (dentinogénèse) : polarisation du noyau (cylindrisation cellulaire), croissance, différenciation basale (développement d'un prolongement odontoblastique), etc.
Les cellules odontoblastiques apparaissent pour la première fois aux sites de développement dentaire vers 17 à 18 semaines in utero et restent présents tout au long de la vie, sauf s'ils sont détruits par une attaque bactérienne, chimique ou indirectement par des facteurs tels que la chaleur ou un traumatisme, notamment lors de procédures dentaires.
Les odontoblastes se forment exclusivement au cours du stade embryonnaire et sont incapables de se renouveler par division cellulaire (ce sont des cellules postmitotiques). Toutefois, des cellules semblables, parfois qualifiées d'odontoblastes de seconde génération, peuvent être produites par recrutement et différenciation de cellules souches mésenchymateuses de la pulpe dentaire pour régénérer la dentine en cas d'atteinte. Ce mécanisme est stimulé par des facteurs de croissance et des signaux biologiques issus de la pulpe dentaire, en réponse à des agressions telles que des caries ou des traumatismes.